# 丁守存
丁守存（1812-1883），字心斋。清朝官僚、工程师。

## 生平
丁守存生于山东日照縣。 1835年，丁守存考中进士，之後出任戶部主事、軍機章京。第一次鸦片战争清朝戰敗後，丁守存开始研究蒸汽机和火器。丁守存的研究得到了大学士卓秉恬的支持，并与文康、徐有壬一起在天津研發地雷和枪械。
1851年，丁守存與大学士賽尚阿一同前往广西镇压太平天国，並且俘虜了胡以晃的弟弟胡以暘。賽尚阿俘虜洪大全後，讓丁守存將其押解至北京。丁守存隨後升任員外郎。
丁守存又跟随兵部尚书孫瑞珍前往山东布防，丁守存在當地制造石雷、石炮。 1860年，為了阻止捻军入侵，他回到家乡日照縣筑碉堡，並用石炮威吓捻军，迫使捻军放弃入侵。 1862年，為阻止捻军北上，他被派往直隶广平县修築200座碉堡。後來他又出任湖北督糧道並代理按察使。